# 卡里亞語
卡里亞語是印欧语系安那托利亚语族语言，在古代安纳托利亚西部的卡里亚地区由卡里亞人使用，与吕基亚语和弥吕亚语关系密切。相关文献为公元前7世纪至前3世纪。